# Karen Nystrom
Karen Nystrom, född den 17 juni 1969 i Scarborough, är en kanadensisk ishockeyspelare.
Hon tog OS-silver i damernas ishockeyturnering i samband med de olympiska ishockeytävlingarna 1998 i Nagano.